# Porúbka (Sobrance)
Porúbka je naseljeno mjesto u okrugu Sobrance u Košickom kraju u Slovačkoj.

## Stanovništvo
| Godina:     | 1993. | 2003.   | 2013.   | 2023.   |
| ----------- | ----- | ------- | ------- | ------- |
| Broj ljudi: | 467   | 462     | 428     | 409     |
| Razlika:    |       | -1,07 % | -7,35 % | -4,43 % |

| Godina:     | 2022. | 2023.   |
| ----------- | ----- | ------- |
| Broj ljudi: | 418   | 409     |
| Razlika:    |       | -2,15 % |

Prema podatcima o broju stanovnika iz 2023. godine naselje je imalo 409 stanovnika.

## Vanjske poveznice
|  | Zajednički poslužitelj ima još gradiva o temi Porúbka (Sobrance) |

- Službena stranica naselja (sl.)